# Elevador panorâmico de Olinda
Elevador panorâmico de Olinda
O elevador panorâmico de Olinda, também referido como elevador panorâmico do Alto da Sé, é um elevador panorâmico localizado no Sítio Histórico de Olinda, área histórica do município de Olinda, no estado brasileiro de Pernambuco. O equipamento está instalado no prédio da Caixa D’Água do Alto da Sé de Olinda, marco da arquitetura moderna brasileira, e dá acesso a um mirante, com vista de 360 graus para Olinda e Recife.

## O projeto

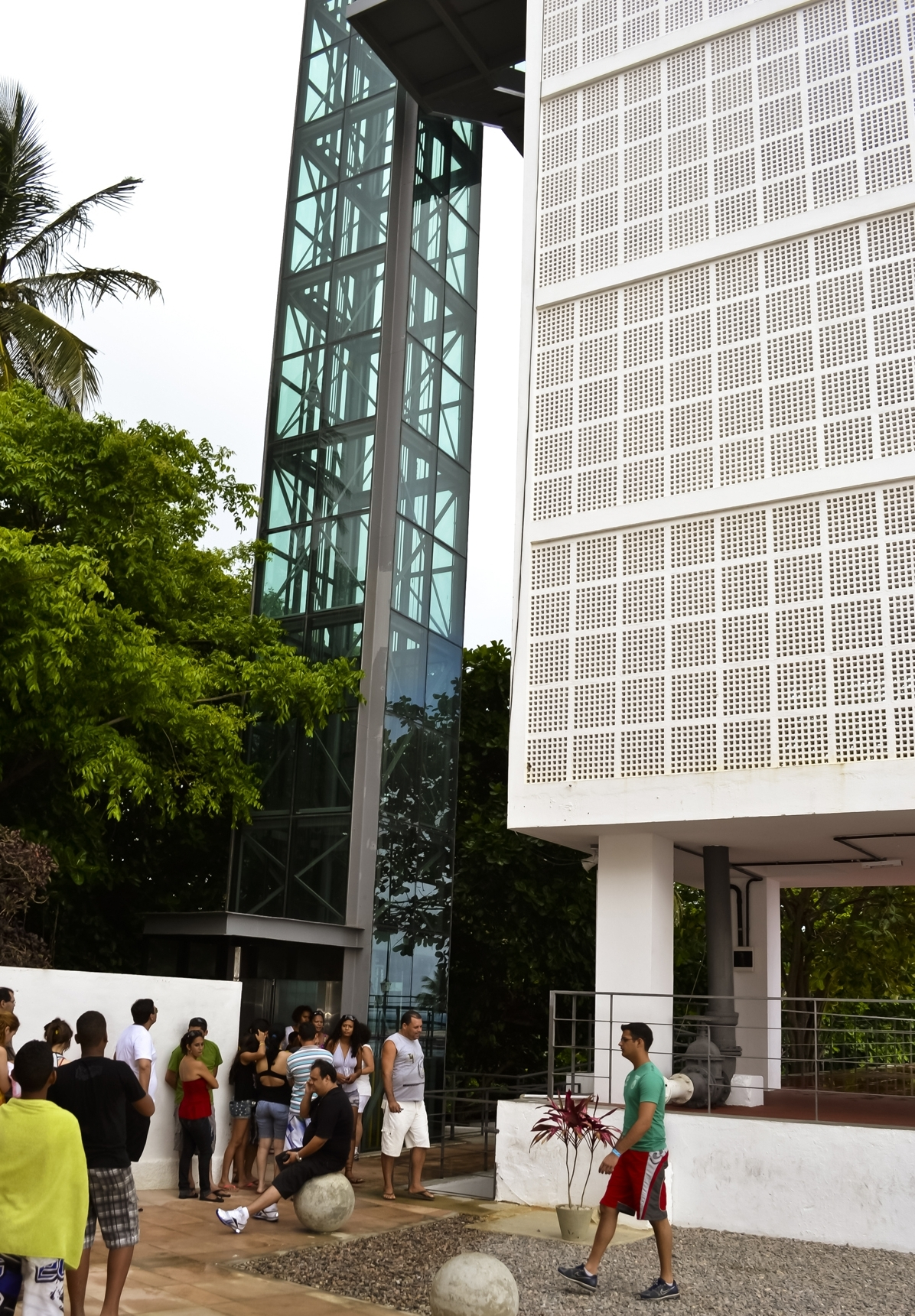
Elevador de Olinda.

A Caixa D’água de Olinda, construção de 1934 equivalente a um prédio de seis andares, foi reformada para permitir a instalação do elevador. A edificação, que tem 20 metros de altura, teve o terraço recuperado e a parte interna requalificada para receber ações de apoio à atividade turística. Foi nesta estrutura de relevante importância que, pela primeira vez, utilizou-se formas e modelações arquitetônicas modernas, numa época em que estava sendo mudado o conceito de arquitetura: trata-se da primeira edificação em estilo moderno com cobogós no Brasil; constituindo, desse modo, uma atração à parte. Uma passarela saindo do elevador dá acesso à cobertura deste prédio, que serve como mirante. 
Orçado em 5 milhões de reais, o projeto do elevador panorâmico de Olinda abarcou ainda a revitalização do comércio local, das casas no entorno da caixa d'água e readequação paisagística, a construção do Mercado de Artesanato e a recuperação das calçadas. Antes das mudanças, os lojistas ocupavam uma área ao lado da caixa d’água, o que impossibilitava a vista do Horto d’El Rey, segundo jardim botânico mais antigo do Brasil. Toda a fiação elétrica da área foi embutida e os 22 postes de concreto retirados e substituídos por outros 49 decorativos no nível do solo e 15 sobre a balaustrada em volta da praça, antes o serviço era gratuito, mas pra acessar o elevador hoje em dia paga-se o valor de entrada de R$ 5,00.

## Galeria de imagens

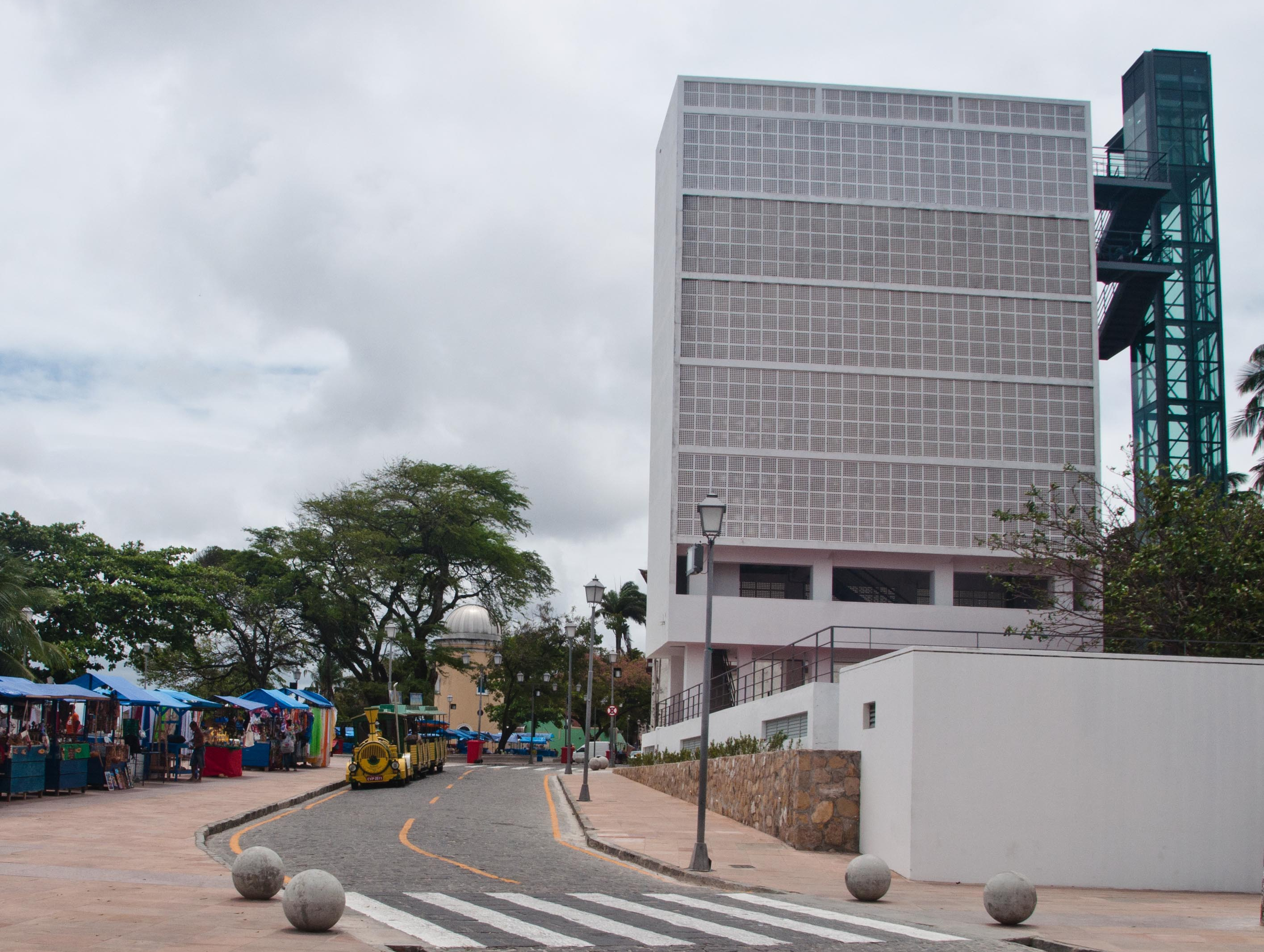
Elevador panorâmico do Alto da Sé de Olinda.
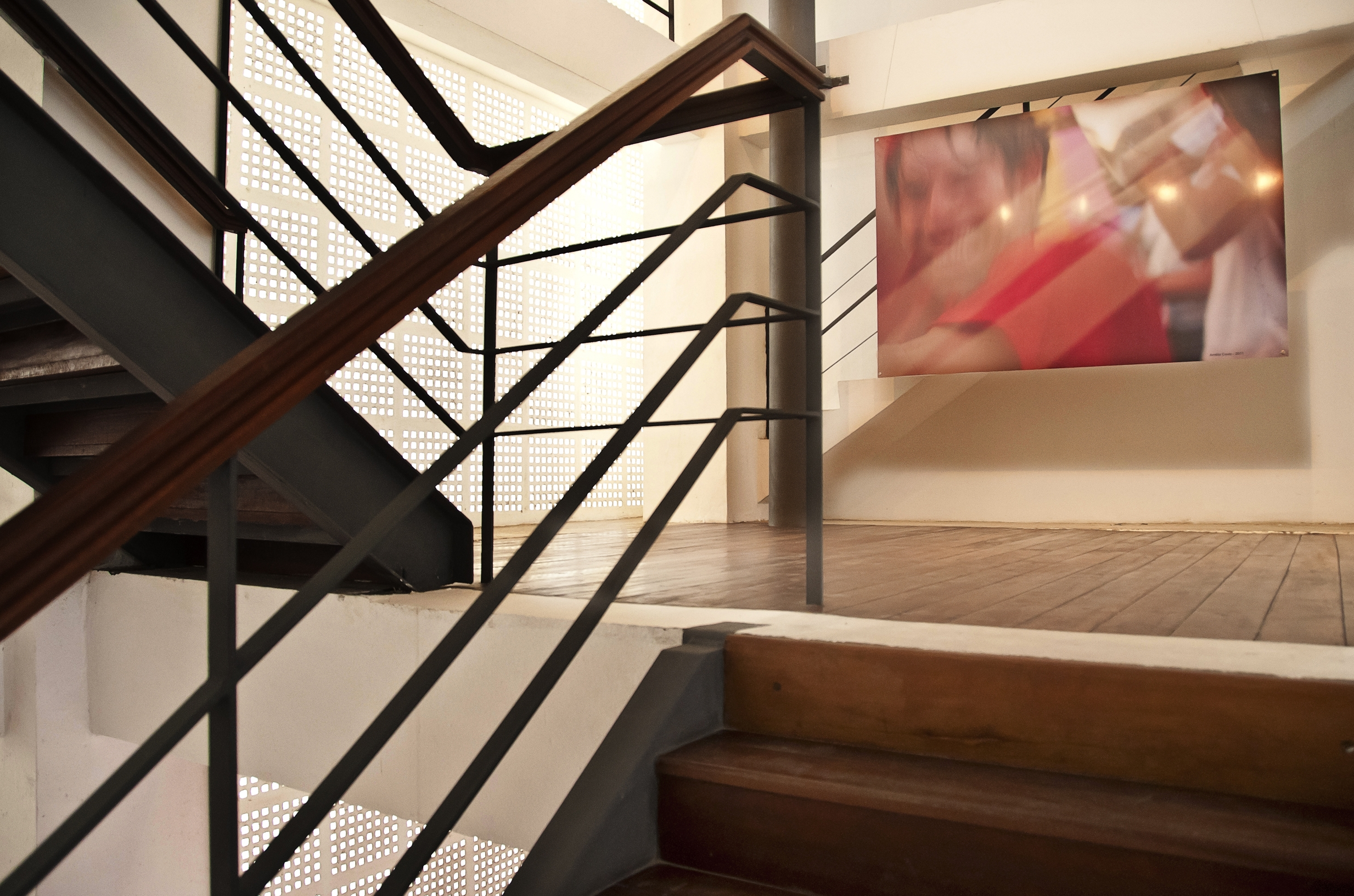
Interior da Caixa D'Água do Alto da Sé de Olinda.
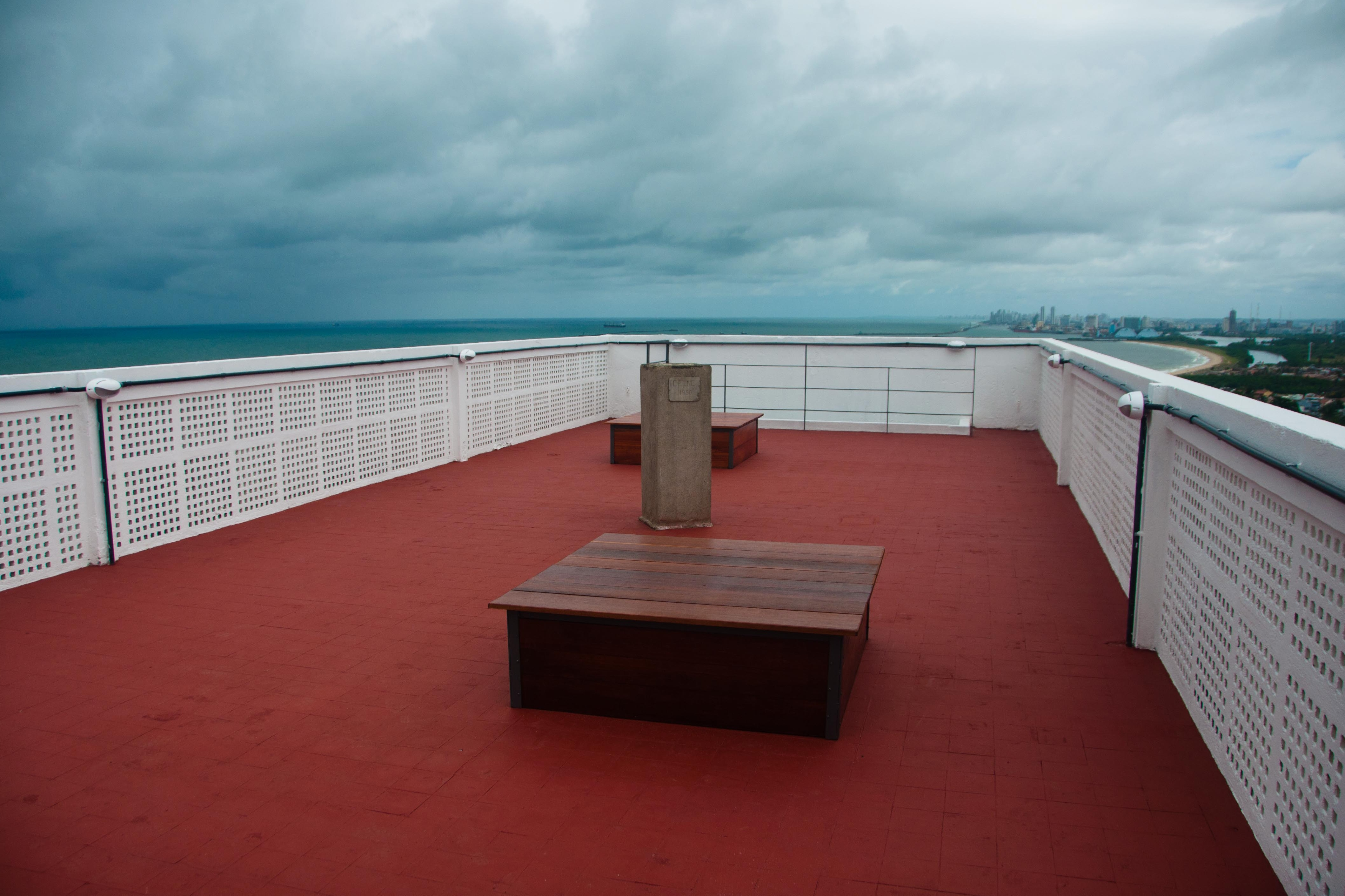
Mirante na cobertura da Caixa D'Água do Alto da Sé de Olinda.
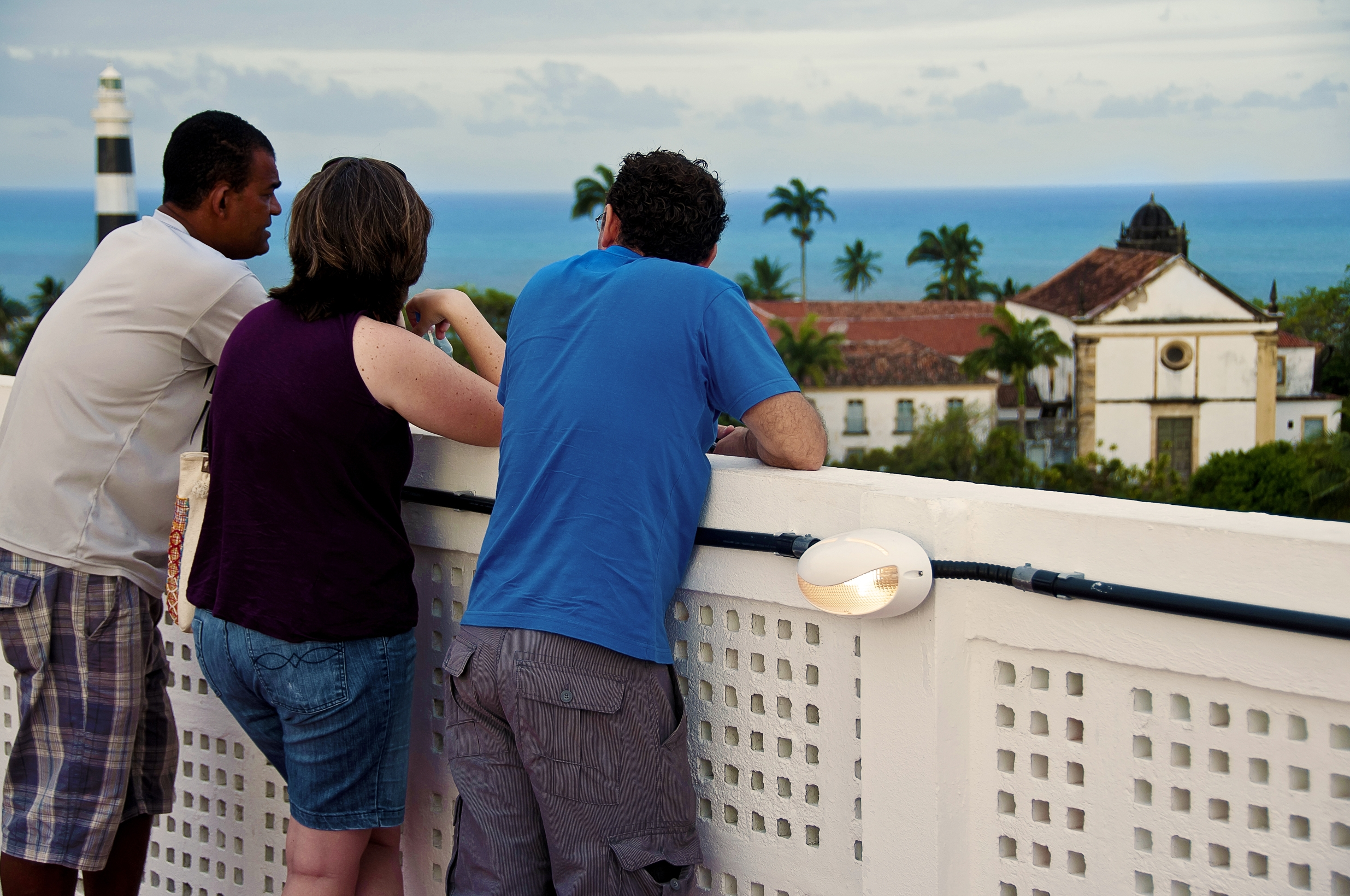
Visitantes do mirante da Caixa D'Água de Olinda.